# Hermann Theodor Brinckmann
Hermann Theodor Brinckmann (ur. w grudniu 1820 w Rostocku, zm. 14 lutego 1905 w Gdańsku) – gdański kupiec, armator i rajca miejski, holenderski i meklemburski urzędnik konsularny.
Rodzina pochodziła z Holandii. Po swoim teściu Gustavie Friedrichu Fockingu odziedziczył firmę handlowo-armatorską G.F. Focking (1822-1928) przy Jopengasse 18 (ob. ul. Piwna). Pełnił też funkcję konsula Meklemburgii-Schwerinu (1861-1905), oraz Holandii w Gdańsku (1862-1905), jak i radnego m. Gdańska (1853-1862).
Po jego śmierci właścicielem firmy G.F. Focking oraz konsulem został syn Gustav Hermann Brinckmann.